# Gert Lengstrand
Gert Olof Lengstrand, född 30 maj 1942 i Göteborgs Carl Johans församling, Göteborgs och Bohus län, är en svensk sångare och låtskrivare. Han var sångare i gruppen Streaplers från bildandet 1959 och fram till 1966. Han har skrivit många låtar till olika artister och grupper.

## Låtar skrivna av Gert Lengstrand
- "Bo Diddley" (Skriven tillsammans med Lasse Holm)
  - Arvingarnas och Lasse Holms Melodifestivalbidrag 1995. Slogs ut i första omröstningen.

- "Den ende sanna mannen" (Skriven tillsammans med Lasse Holm)
  - Inspelad av Kikki Danielssons 1999 på albumet Dagar som kommer och går.

- "Du är Solen i mitt liv" (Skriven tillsammans med Lasse Holm)
  - Inspelad av Kikki Danielsson & Roosarna 1996 på albumet Hem till Norden.

- "Eloise" (Skriven tillsammans med Lasse Holm)
  - Arvingarnas Melodifestivalbidrag 1993. Slutade på första plats. I Eurovisionsschlagerfestivalen i Millstreet samma år slutade bidraget på sjunde plats.

- "Långt bortom bergen" (Skriven tillsammans med Lasse Holm)
  - Inspelad av Kikki Danielsson & Roosarna 1994 på albumet Vet du vad jag vet.

- "Miss Decibel" (Skriven tillsammans med Lasse Holm)
  - Wizex och Lasse Holms Melodifestivalbidrag 1978. Slutade på andra plats.

- "Sommar varje dag", en text på svenska till Seasons in the Sun
  - Inspelad av Vikingarna 1974

- "Tusen och en natt" (Skriven tillsammans med Lars Diedricson)
  - Charlotte Nilsson Melodifestivalbidrag 1999. Slutade på första plats. I Eurovisionsschlagerfestivalen i Jerusalem samma år slutade bidraget på första plats.

- "Vi är tjejer, vi är bäst" (Skriven tillsammans med Lasse Holm)
  - Inspelad av Sveriges damlandslag i fotboll 1987

- "Växeln hallå" (Skriven tillsammans med Lasse Holm)
  - Janne Lucas Perssons Melodifestivalbidrag 1980. Slutade på andra plats.